# دانييل بريفوست
دانييل بريفوست (بالفرنسية: Daniel Prévost )‏
```
(مواليد 
1939  
م
) هو 
ممثل هزلي
، 
وكاتب
، 
وممثل مسرحي
، وممثل أفلام، 
وكاتب سيناريو
 فرنسي.
```

ولد بريفوست لأب من اصول امازيغية من الجزائر، وام فرنسية. تميز اسلوبه بالفكاهة والعمق في نفس الوقت، وقد حصل على عدة تكريمات في مسيرته الفنية مثل جائزة سيزار لأفضل ممثل مساعد. 
شارك في عدة افلام هي
فيلم لعبة العشاء The Dinner Game (1998)
فيلم نيكولاس الصغير Little Nicholas (2009)
فيلم استريكس وابليكس ضد القيصر Asterix and Obelix vs. Caesar (1999)
فيلم إجازات نيكولاس الصغير Les vacances du petit Nicolas (2014).

## وصلات خارجية
- دانييل بريفوست على موقع IMDb (الإنجليزية)
- دانييل بريفوست على موقع ميتاكريتيك (الإنجليزية)
- دانييل بريفوست على موقع ألو سيني (الفرنسية)
- دانييل بريفوست على موقع ميوزك برينز (الإنجليزية)
- دانييل بريفوست على موقع أول موفي (الإنجليزية)
- دانييل بريفوست على موقع قاعدة بيانات الأفلام السويدية (السويدية)
- دانييل بريفوست على موقع ديسكوغز (الإنجليزية)
- دانييل بريفوست على موقع قاعدة بيانات الفيلم (الإنجليزية)
- دانييل بريفوست على موقع كينوبويسك (الروسية)